# Yerbas Buenas
Yerbas Buenas este un târg și comună din provincia Linares, regiunea Maule, Chile, cu o populație de 16.738 locuitori (2012) și o suprafață de 262,1 km2.